# Cephalotaxaceae
Cephalotaxaceae, son una familia del Orden Pinales. Esta pequeña familia de coníferas, con alrededor de 20 especies, se encuentra relacionada con la familia Taxaceae, e incluidas en esa familia por algunos botánicos. Están restringidas al este de Asia, excepto en lo que se refiere a dos especies de Torreya que se encuentran en el suroeste y sudeste de los Estados Unidos; la evidencia fósil muestra una distribución mucho más amplia en el Hemisferio norte prehistórico. Las diferencias entre las dos familias son las siguientes:
| Familia                       | Taxaceae                       | Cephalotaxaceae              |
| ----------------------------- | ------------------------------ | ---------------------------- |
| Arilo del cono                | semilla parcialmente encerrada | semilla totalmente encerrada |
| Maduración del cono           | 6-8 meses                      | 18-20 meses                  |
| Longitud de la semilla madura | 5-8 mm *                       | 12-40 mm                     |

* Hasta 25 mm en Austrotaxus
Se trata de arbustos o pequeños árboles con muchas ramas. Las hojas son perennes, dispuestas en espiral, a menudo retorcidas en la base para aparecer en dos filas. Son lineales a lanceoladas, y tienen bandas estomatales de color verde claro o blancas por el envés. Las plantas son monoicas, subdioicas o dioicas. Los estróbilos masculinos tienen 4-25 mm de largo, y lanzan el polen a principios de la primavera. Los conos femeninos son reducidos, con una a unas pocas escamas ovulíferas, y una semilla en cada escama ovulífera. Conforme la semilla madura, la escama ovulífera se desarrolla en un arilo carnoso que rodea por completo a la semilla. El arilo maduro es delgado, verde, púrpura o rojo, suave y resinoso. Cada escama ovulífera permanece discreto, de manera que el cono se desarrolla como una rama corta con una a varias semillas de bayas. Son probablemente comidas por las aves y otros animales que luego dispersan la semilla dura sin lesionar en sus deposiciones, pero los mecanismos de dispersión de semillas en la familia no están todavía bien investigados.